# Arnaud Jouffroy
Arnaud Jouffroy (* 21. Februar 1990 in Senlis) ist ein französischer Cyclocross-, Mountainbike- und Straßenradrennfahrer.
Arnaud Jouffroy wurde 2006 französischer Cyclocrossmeister in der Jugendklasse. Im nächsten Jahr gewann er den Titel in der Juniorenklasse. Außerdem gewann er in der Juniorenklasse die Weltcuprennen in Hoogerheide, Kalmthout und Mailand. Bei der Europameisterschaft in Hittnau gewann er die Silbermedaille. 2008 wurde Jouffroy wieder französischer Meister in der Juniorenklasse. Außerdem gewann er die Weltcuprennen in Liévin und Hoogerheide, sowie das Superprestige in Hoogstraten. Bei den Weltmeisterschaften in Treviso gewann er die Goldmedaille bei den Junioren. Auf der Straße gewann Jouffroy jeweils die Gesamtwertung beim Giro di Toscana und bei der Tour de l’Abitibi. Bei den Mountainbike-Weltmeisterschaften 2008 in Val di Sole holte er sich die Silbermedaille im Cross Country der Juniorenklasse. In der Cyclocross-Saison 2008/2009 gewann er in der U23-Klasse die Rennen der Challenge de la France Cycliste in Montrevel und in Le Creusot.

## Erfolge

### Cyclocross
2006/2007
- Französischer Meister (Junioren)

2007/2008
- Französischer Meister (Junioren)
- Weltmeister (Junioren)

2008/2009
- Challenge de la France Cycliste 1, Montrevel (U23)
- Challenge de la France Cycliste 2, Le Creusot (U23)
- Challenge de la France Cycliste 3, Quelneuc (U23)
- Französischer Meister (U23)

2009/2010
- GvA Trofee – Krawatencross, Lille (U23)
- Weltmeister (U23)

2010/2011
- GvA Trofee – Cyclocross International de la Ville de Namur, Namur (U23)

2011/2012
- Cyclocross de Namur Citadelle, Namur (U23)

### Mountainbike
2008
- Französischer Meister - Cross Country (Junioren)
- Weltmeister – Cross Country Staffel

### Straße
2009
- eine Etappe Tour de Martinique

## Teams
- 2009 BKCP-Powerplus (ab 1. September)
- 2010 BKCP-Powerplus
- 2011 BKCP-Powerplus (bis 31. Mai)
- 2011 Telenet-Fidea (ab 1. Juni)
- 2012 Telenet-Fidea
- 2013 Telenet-Fidea